# Caravaca de la Cruz

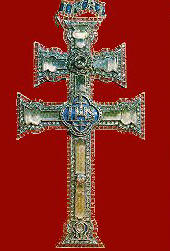
Croce di Caravaca.

Caravaca de la Cruz è un comune spagnolo di 26 415 abitanti situato nella comunità autonoma di Murcia. Capoluogo e centro amministrativo della regione del Nordovest e capo dell'omonimo Partito Giudiziario. La sua estensione è di 859,51 km². Si trova a 625 metri sul livello del mare.
Caravaca de la Cruz è un luogo di riferimento per il culto della Chiesa cattolica poiché dal 1998, durante il pontificato di Giovanni Paolo II, è elencata come una delle otto città sante di questa confessione religiosa avendo il privilegio di celebrare il Giubileo Anno in perpetuo ogni sette anni intorno alla Santísima y Vera Cruz de Caravaca. La prima si è svolta nel 2003 ed è stata visitata dal cardinale Ratzinger, poi eletto papa con il nome di Benedetto XVI. Per questo, e con il nome del comune, è anche conosciuta come "la Città della Croce".

Oltre ad essere conosciuta per la reliquia cristiana e per il suo bel centro storico di origine medievale, è nota anche per le feste patronali in suo onore, celebrate dal 1º al 5 maggio di ogni anno, dichiarate di Interesse Turistico Internazionale nel 2004 Lungo con le processioni e le sfilate di Mori e Cristiani, particolarmente rilevante è la celebrazione dei Cavalli del Vino, dichiarati nel 2020 Patrimonio Culturale Immateriale dell'Unesco.

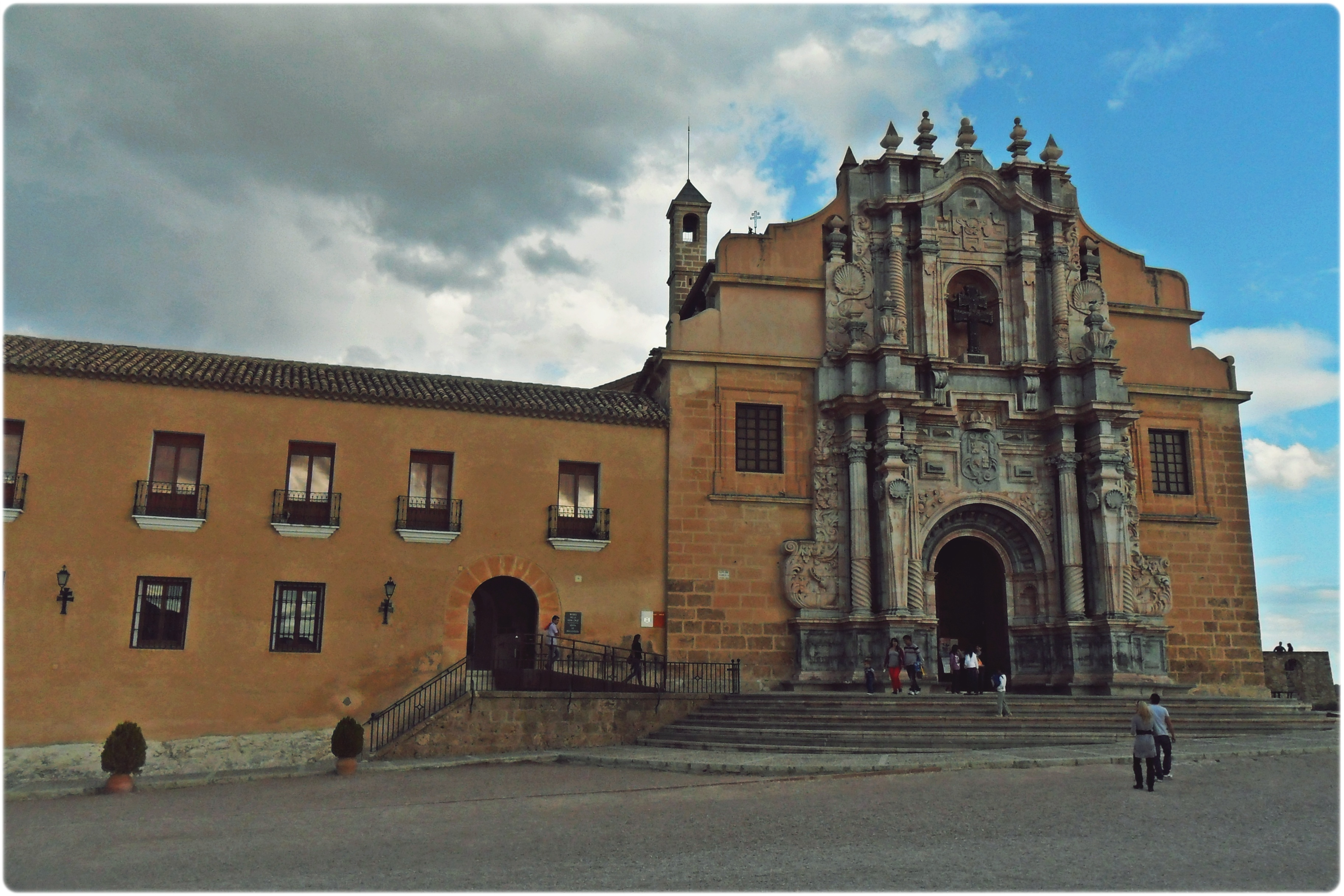
Santuario de la Vera Cruz

## Geografia
Caravaca de la Cruz è il ventesimo comune più grande della Spagna, quindi possiamo trovare paesaggi molto vari.
L'altitudine della città è di 625 metri sul livello del mare. L'altitudine media verso est è di 600 metri. Verso ovest si superano velocemente gli 800 metri. Più della metà del comune è al di sopra degli 800 metri e più di un terzo supera i 1000 metri. I 1.612 metri sul livello del mare della vetta della Sierra de Mojantes sono il tetto del comune.

### Idrografia
Il fiume Argos e il fiume Quípar, entrambi affluenti del fiume Segura con i suoi bacini pieni di materiali terziari e quaternari, piuttosto morbidi e inclini alla diffusione, costituiscono il frutteto di Caravaca, dove si trovano i principali insediamenti e le attività umane del comune. Questi corsi d'acqua, che attraversano il comune in direzione ovest-est, sono caratterizzati da un'elevata irregolarità insieme a grandi viali causati dalla forte pendenza dei loro canali e dalla natura torrentizia delle precipitazioni della zona. L'idrografia del comune è completata da numerose e ricche sorgenti d'acqua: La Muralla, Las Fuentes del Marqués, Ojos de Archivel, Las Tosquillas, Fuente de Mayrena ...

### Climatologia
Il clima di Caravaca de la Cruz è mediterraneo continentale con estati secche. La temperatura media annua è di 15,4 °C, ha una temperatura media di 7 °C nel mese più freddo cioè gennaio e di 25 °C nei mesi più caldi (luglio e agosto), mentre le precipitazioni medie presentano valori medi intorno 379 mm all'anno, la stagione più piovosa è la primavera insieme all'autunno. Le piogge in estate sono molto scarse e quando si verificano si presentano sotto forma di brevi e talvolta intensi temporali. Quanto alle temperature estreme in inverno, possono raggiungere i 7 gradi sotto zero, essendo le gelate un po' frequenti, e in estate non sarebbe strano raggiungere i 40 gradi.

### Strato nero
Si tratta di una lamina lunga un metro e spessa due millimetri di colore verde scuro dove sono stati rilevati metalli nobili e un'alta concentrazione di iridio, molto raro sulla Terra, e molto frequente nei meteoriti. Questo strato rappresenta il deposito lasciato dalla nuvola di polvere creatasi dopo l'impatto del famoso meteorite di 10 kilometri di diametro che si è schiantato sulla Yucatàn nel Golfo del Messico alla fine del Cretaceo e ha estinto i dinosauri. Lo troviamo solo in Spagna in altri due posti: Zumaya e Agost.
L'orrido di Gredero è stato classificato come uno dei più importanti Luoghi di Interesse Geologico della Regione di Murcia e del mondo. Viene proposto da diversi enti nazionali ed europei, di portata geologica, che l'UNESCO lo inserisca nella Lista Mondiale dei Luoghi Naturali di Interesse Geologico, poiché il confine tra il Cretaceo e il Terziario (limite K/Pg) è molto ben rappresentato. .
Inoltre, è il luogo che ha dato origine alla prima pubblicazione che mette in relazione l'esistenza di uno strato scuro di pochi centimetri (strato nero) con l'impatto di un grosso meteorite sulla Terra, che ha causato l'estinzione di oltre il 90% del le specie dei foraminiferi planctonici e di poco più della metà del resto degli esseri viventi esistenti alla fine del Cretaceo.
A quanto sopra va aggiunto il buono stato di conservazione del confine Paleocene-Eocene, caratterizzato anche da una minore estinzione dovuta all'attività tettonica e vulcanica, che ha provocato alterazioni della circolazione oceanica e del livello del mare, ecc. È forse il luogo più visitato di Murcia dai geologi di tutto il mondo.

## Storia
I resti umani più antichi rinvenuti nel comune di Caravaca sono i resti paleolitici del cosiddetto sito della Grotta Nera, dove si trova la più antica presenza di fuoco del Paleolitico europeo.
I primi insediamenti ubicati nell'attuale città risalgono tra il 2400 e il 1950 a.C., come testimoniano gli studi effettuati dagli archeologi dell'Università di Murcia e dalla Direzione Generale delle Belle Arti della Comunità Autonoma della Regione di Murcia, che hanno concluso che accanto a nell'attuale centro urbano di Caravaca vi è una sepoltura calcolitica di 1.300 scheletri, i resti di 50 cani e vari oggetti. È considerata la più grande sepoltura preistorica della Penisola e una delle più grandi d'Europa.
Di fasi più recenti sono degni di nota altri reperti archeologici che si trovano nel comune, come quelli situati nella frazione di La Encarnación, dove l'omonimo Santuario si trova sulla sommità di un colle, sorto sui resti di un tempio romano di cui si può apprezzare la struttura.
Dal Medioevo, il nucleo urbano di Caravaca divenne un crocevia per la sua posizione strategica tra il Regno di Granada e il Regno castigliano di Murcia, nonché per la vicinanza della Corona d'Aragona. La capitolazione della taifa di Murcia attraverso il Trattato di Alcaraz nel 1243 consolidò il dominio della Corona di Castiglia e trasformò Caravaca in un'enclave di confine cristiana di fronte ad Al-Andalus, che fece la sua forza dopo la rivolta mudéjar del 1264-1266. fu affidato all'Ordine del Tempio fino al 1312, venendo sostituito dall'Ordine di Santiago dopo alcuni anni in cui fu regio. Sotto i santiaguistas, Caravaca divenne capo di un'ampia giurisdizione che andava da Ricote a Yeste.
Mentre nel XIV secolo conobbe una profonda crisi a causa del pericolo di confine e delle epidemie di peste che quasi spopolarono la regione, dopo la caduta del confine orientale di Granada nel 1488 conobbe un'importante espansione che la rese alla fine del XVI secolo nel terzo nucleo più popolato del Regno di Murcia con 7 000 abitanti, dopo le città di Murcia e Lorca.
Caravaca fu attaccata e occupata dalle truppe francesi durante la Guerra d'Indipendenza, con le truppe francesi al comando del generale Sebastiani, nominato duca di Murcia dall'imperatore Napoleone per i suoi servizi militari. Caravaca, intanto, si unì a Calasparra e Lorca in una sorta di mutua collaborazione per combattere i francesi. A sua volta, fu creato il Cantone difensivo, che formò 1500 vicini come combattenti divisi in 15 compagnie di 100 uomini. La città subì un assedio di quattro giorni da parte delle forze francesi guidate dal maresciallo Soult, per un totale di 50.000 soldati, che devastarono l'intera regione e la città. Nel 1813 la città fu abbandonata dai francesi, che rubarono la custodia della Croce.
Nel 1849 la regina Isabella II le concesse il titolo di città.

## Municipio
Fin dalle prime elezioni comunali dell'attuale periodo democratico nel 1979, la città ha avuto cinque sindaci: uno dell'UCD e dell'Independiente, due del Partito Socialista Operaio Spagnolo e due del Partito Popolare, compreso l'attuale sindaco. (vedi Sindaci di Caravaca de la Cruz).
Il Comune di Caravaca de la Cruz è costituito da una Corporazione Municipale composta da 21 consiglieri eletti democraticamente dai cittadini ogni quattro anni, con una maggioranza assoluta di 11 consiglieri.

## Economia
- Fabbricazione di calzature; all'inizio delle espadrillas, attualmente di vario genere.
- La maggior parte dell'attività industriale è concentrata nella Zona Industriale "Cavila" e nei suoi dintorni, evidenziando l'industria alimentare, la lavorazione del calcestruzzo e dei prefabbricati, nonché quella della pietra naturale. Anche aree industriali sono la vecchia autostrada per Murcia (situata all'ingresso del centro urbano di Caravaca de la Cruz), il Paraje de Santa Inés e l'"Empalme" a Calasparra.
- Turismo rurale, culturale e religioso. Il primo è concentrato nei dintorni dell'area naturale di Las Fuentes del Marqués, nel giardino e nella zona montuosa del comune, nonché nei suoi quartieri. Il turismo culturale e religioso prende vita nel centro storico del paese.
- Servizi. Commercio, alberghi e ristoranti, sempre più orientati al servizio del turismo religioso e rurale. I viali Gran Vía e Juan Carlos I si sono consolidati come arterie commerciali della città, poiché vi si trovano le principali filiali bancarie, nonché importanti negozi, tra cui vari franchising nazionali.
- Alberi da frutto, vite, olivo e cereali.
- In estrazione si produceva porfido, diaspro e ferro. Attualmente si lavora molto calcare di varie qualità.

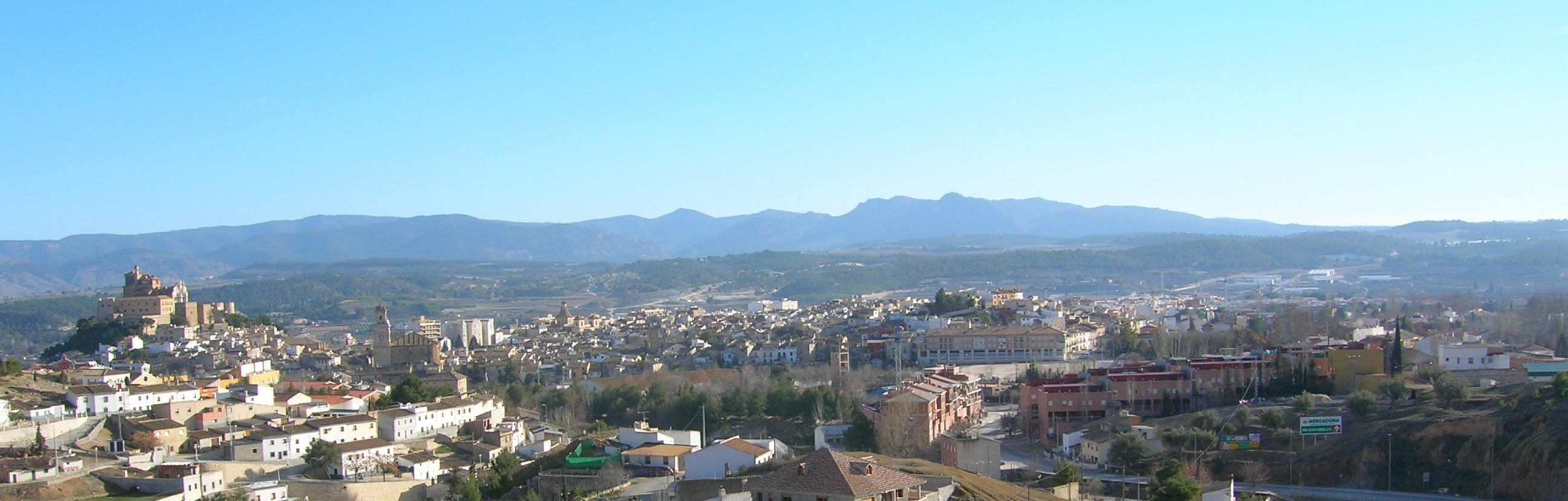
Panoramica della Città

- Pecore e capre.Panoramica della Città

## Monumenti e musei
I suoi monumenti includono:

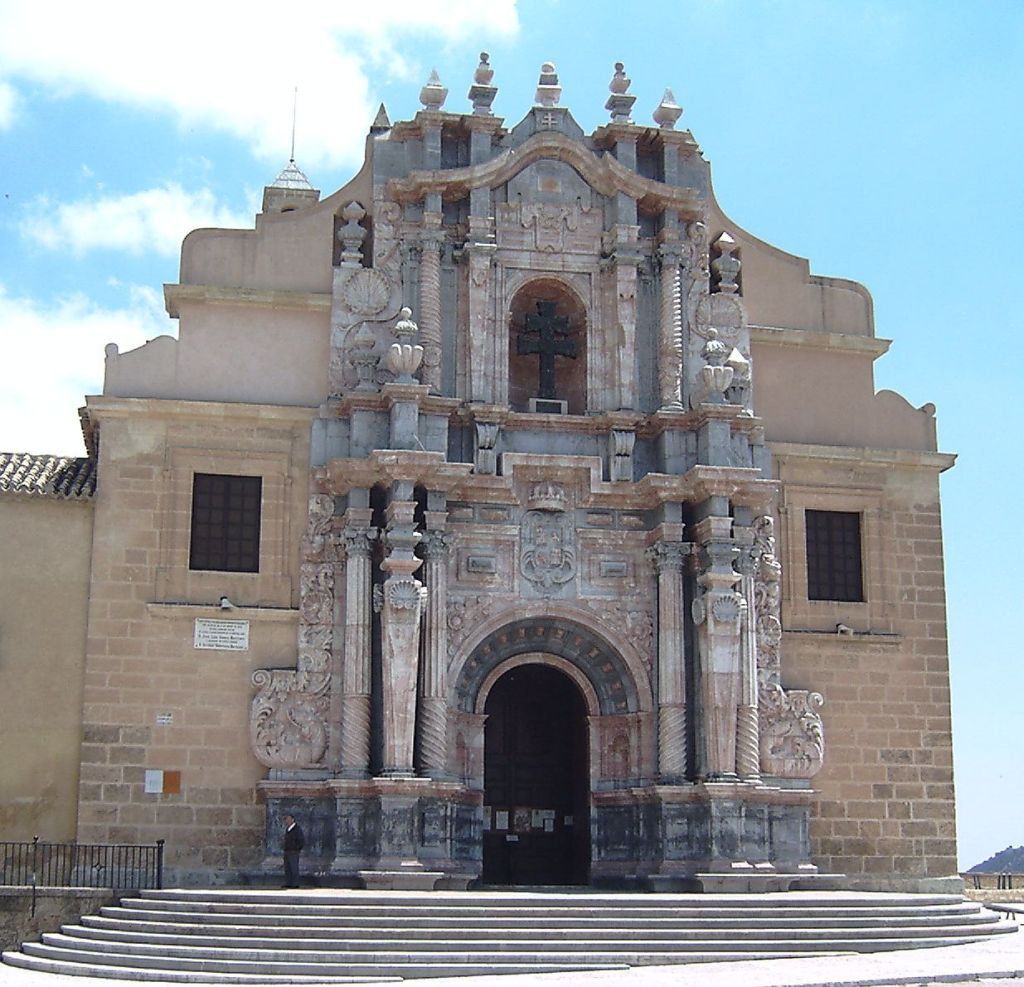
Basilica della Vera Croce.

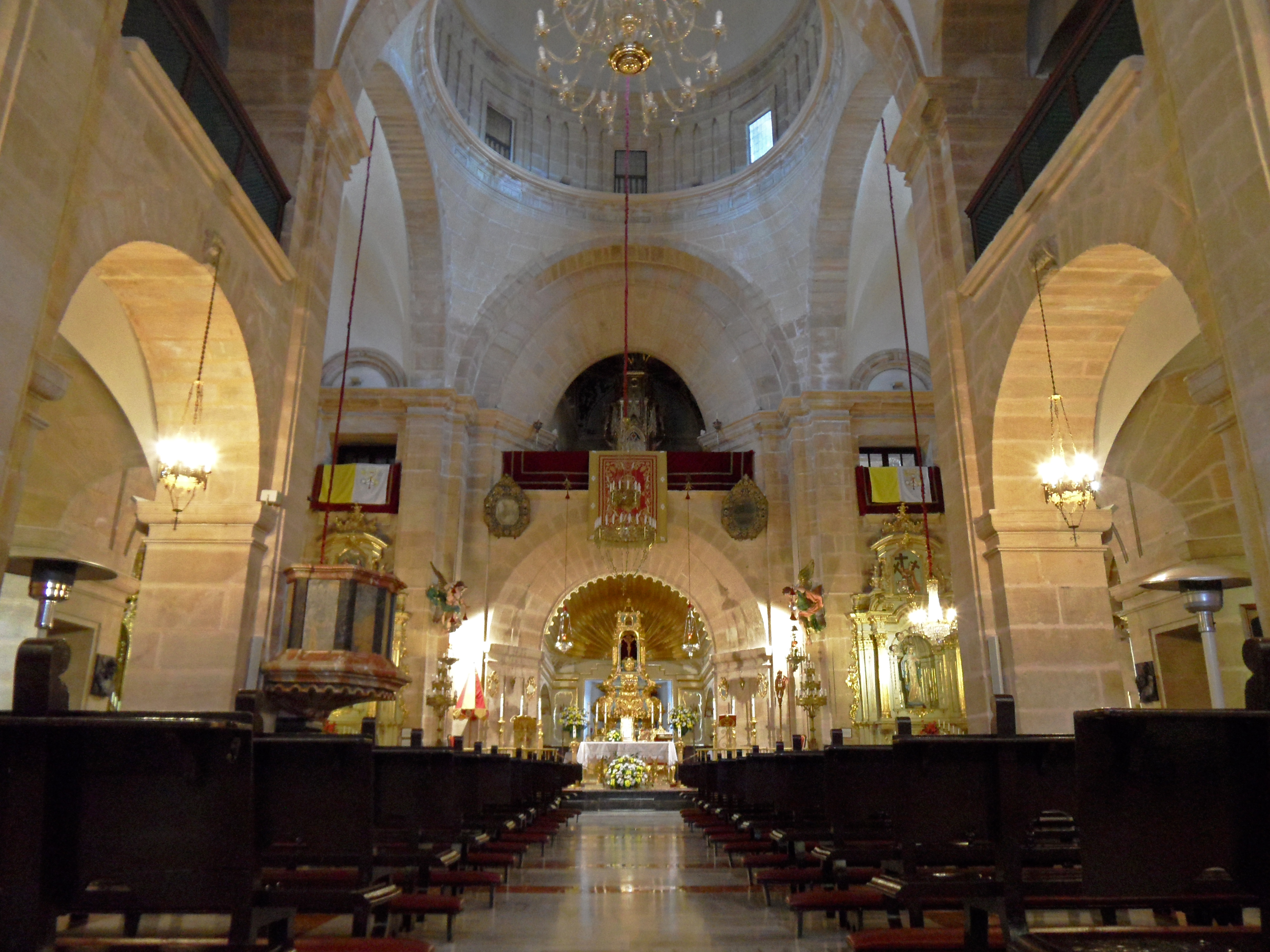
Basilica, interno.

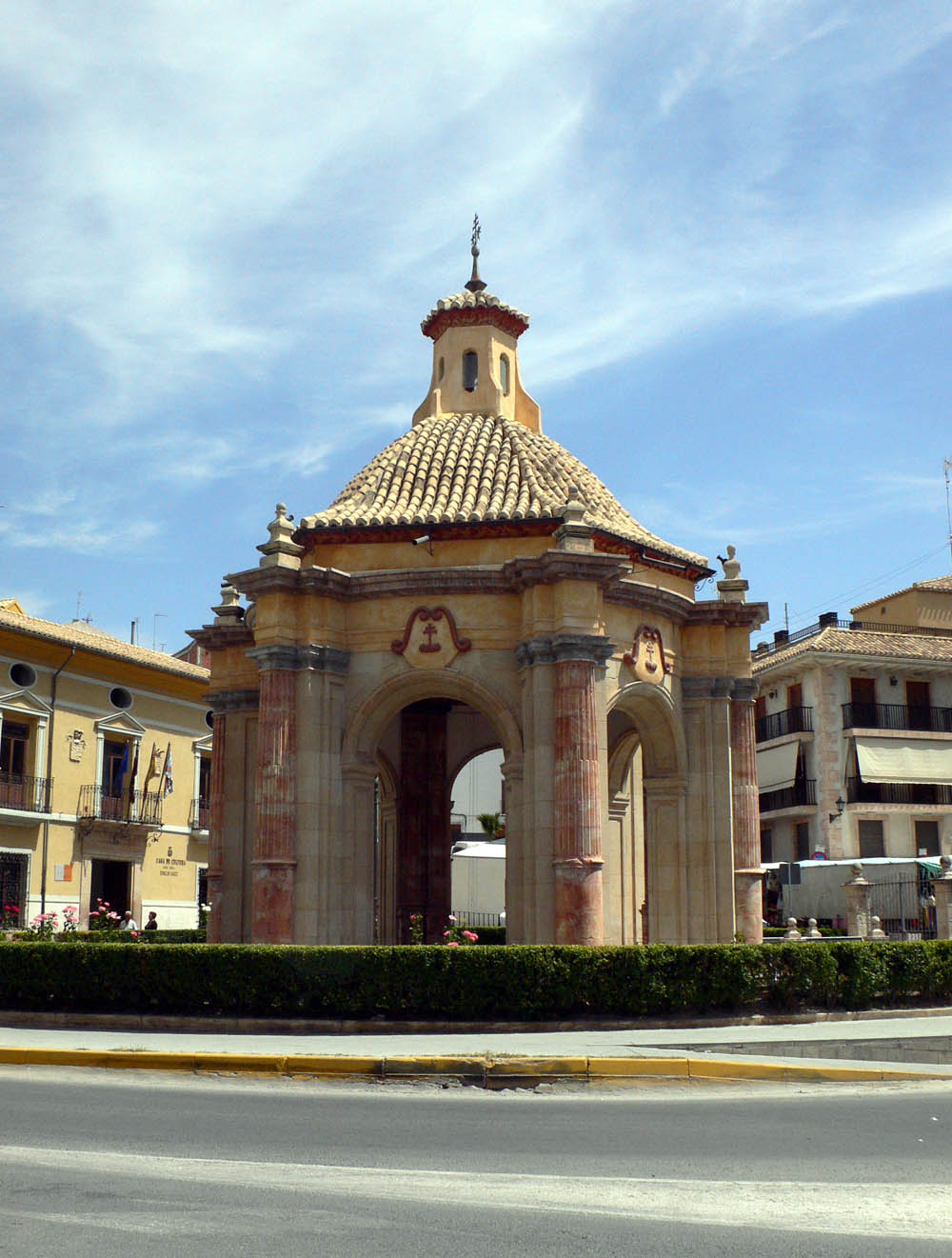
Templete.

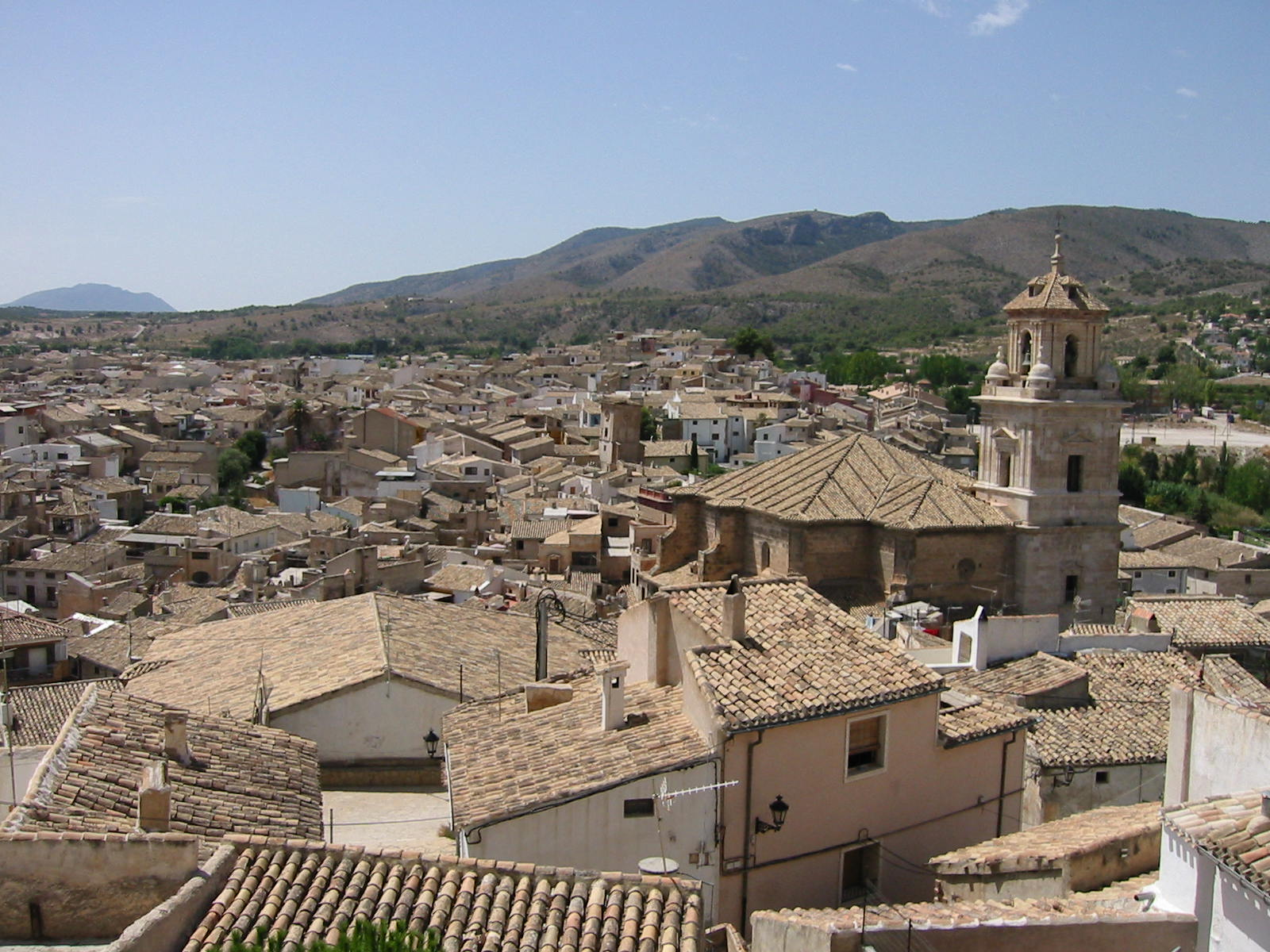
Caravaca e Chiesa del Salvador.

- La Basilica della Vera Cruz del XVII secolo, progettata dall'importante architetto Fray Alberto de la Madre de Dios, con una facciata del XVIII secolo, dove si venera la famosa Croce di Caravaca. Situato all'interno del Real Alcázar, di origine islamica (X-XI secolo);
- La Chiesa Parrocchiale di El Salvador, uno dei migliori esempi di architettura rinascimentale nella Regione di Murcia, all'interno delle cosiddette chiese colonnari (XVI secolo);
- La Chiesa Parrocchiale di La Concepción, il cui campanile è conosciuto come la Torre dei Pastori. All'interno spiccano il soffitto a cassettoni in legno policromo mudéjar (XVI secolo) e la pala dell'altare maggiore che ospita l'immagine della proprietaria, l'Immacolata Concezione, opera dello scultore caravacano Francisco Fernández Caro (1792).
- La Chiesa della Compagnia di Gesù, completata nel XVIII secolo, fu di proprietà dei Gesuiti insieme all'annesso convento fino alla sua espulsione nel 1767. Da allora passò da ostello a garage. Attualmente la chiesa è adibita a centro culturale comunale.
- La Iglesia de la Soledad: prima chiesa di Caravaca, attualmente museo archeologico (XVI secolo).
- Il Convento delle Carmelitane Scalze e la Chiesa di San José, fondata da Santa Teresa de Jesús nel 1576, ha una chiesa conventuale in stile rococò. La città fa parte delle Orme di Santa Teresa, un itinerario di pellegrinaggio, turistico, culturale e patrimoniale che riunisce le 17 città in cui Santa Teresa de Jesús ha lasciato il suo "segno" sotto forma di fondazioni.
- Il Convento dei Padri Carmelitani di Caravaca de la Cruz, fondato da San Juan de la Cruz nel 1586, ma costruito nel XVII secolo su progetto dell'architetto Fray Alberto de la Madre de Dios.
- Il Convento e la Chiesa di Santa Clara, fondata nel 1609 dalla Sig.ra Catalina de Robles e dal Sig. Ginés de Perea, Sindaco e Notaio del Sant'Uffizio del Regno di Murcia. Ha due edifici chiaramente differenziati: Chiesa e Convento che furono costruiti in quello che un tempo era l'Eremo dell'Apostolo San Bartolomé e la prima sede della Compagnia di Gesù nella città. La chiesa, dalle linee molto sobrie come corrisponde allo spirito francescano, fu completata intorno al 1718.
- Il municipio, in stile barocco, e il cui impianto originario corrisponde a Jaime Bort.
- El Templete o Bañadero, edificio in stile barocco a pianta esagonale inscritto in una circonferenza, in cui ogni 3 maggio si celebra il bagno della Santísima e della Vera Cruz de Caravaca, atto rituale che si tiene dal 1384. Anche il Templete termina un bel centro commerciale chiamato "La Glorieta".
- La Plaza de Toros, costruita su un antico convento francescano, inaugurata nel 1880 e alla quale è stata aggiunta una facciata neomudéjar con il rifacimento del 1926.
- Intorno al Cerro del Castillo si trova il quartiere più antico di Caravaca, il quartiere medievale. A partire dal XII e XIII secolo inizia a formarsi un nucleo fortificato di relativa importanza. Il paese utilizzò per la sua posizione le pendici nord, est e ovest della collina, sfruttando la parte più dolce del declivio naturale. Il quartiere ha la tipica struttura irregolare e disordinata in cui si intersecano vicoli, si aprono piazzette e compaiono vicoli ciechi. Era circondato da un muro di cui si conservano resti in alcune strade.
- Intorno alle strade Puentecilla, Mayor, De las Monjas, Rafael Tejeo, Gregorio Javier e Plaza de los Caballos del Vino ci sono numerosi palazzi blasonati (Palacio de los Uribe del XVI secolo, Palacio de la Encomienda, ecc.), dei epoca in cui Caravaca lasciò le sue mura e si espanse nella pianura dopo la fine del confine con Granada.
- Eremi di Santa Elena, San Sebastián e de la Reja: Il primo si trova nella Plaza de los Caballos del Vino o del Hoyo presieduto da una scultura commemorativa di questo festival molto particolare. L'ultimo ha un magnifico punto panoramico della città.
- Diversi monumenti dello scultore valenciano Rafael Pi Belda: A San Juan de la Cruz (1986), Al Moro y al Cristiano (1983), Via Crucis (2000, Real Basilica Santuario de la Vera Cruz de Caravaca), Opera commemorativa della concessione dalla Santa Sede dell'Anno Giubilare perpetuo alla Basilica Santuario di Vera Cruz de Caravaca (2001) e A los Caballos del Vino (2007). Oltre a opere di altri scultori come Antonio Campillo Párraga e José Carrilero Gil (Caravaca de la Cruz, 1928).
- Torre de los Templarios, nella zona di Fuentes del Marqués, del XVI-XVII secolo, dove si trova anche la Cueva del Marqués, alcune grotte scavate dai coloni arabi per conciare le pelli o distillare piante aromatiche.
- Ex stazione ferroviaria di Murcia (attualmente trasformata in ostello e centro del consorzio Vía Verde del Noroeste).

### Musei
- Museo della Festa. Situato nella vecchia Casa de los Uribe, in C / De las Monjas 19. I costumi dei gruppi cristiani e della cabala moresca che sfilano nei festeggiamenti che, in onore della Stma. e Vera Cruz, si svolgono dal 1º al 5 maggio, così come gli atalajes con cui vengono imbrigliati i Caballos del Vino la mattina del 2 maggio.
- Museo del Santuario della Vera Cruz. Situato nella Basilica della Vera Cruz, espone i vari strumenti con cui vengono eseguiti i rituali intorno alla Croce di Caravaca, nonché la pianeta del sacerdote Chirinos al momento dell'apparizione o vari dipinti come il ciclo pittorico su il Miracolo della Vera Cruz di Hernando de los Llanos. Nel museo si trova anche la cappella dell'apparizione della Croce.
- Museo Archeologico Comunale. Situato sulla Cuesta del Castillo, nel centro storico e all'interno di un edificio di grande valore patrimoniale, come l'antica chiesa di Ntra. Sra. De la Soledad. Raccoglie pezzi di grande valore, frutto dei numerosi ritrovamenti effettuati negli scavi effettuati in vari siti archeologici, in particolare quelli effettuati nel complesso ibero-romano de "La Encarnación".
- Museo di musica etnica di Barranda. Situato nella frazione di Barranda. Ospita una delle collezioni di strumenti musicali più importanti al mondo, contiene strumenti artigianali provenienti dai cinque continenti, fabbricati, nella maggior parte dei casi, dagli stessi strumentisti.
- Museo Carrilero. Dedicato allo scultore caravacano José Carrilero Gil, Premio Nazionale di Scultura e Medaglia dell'Università di Roma. In vari piani e stanze è possibile osservare l'evoluzione del suo lavoro artistico. All'esterno del Museo, davanti all'ingresso, si possono vedere anche tre figure dello scultore.
- Centro di interpretazione della natura di Fuentes del Marqués: situato nella torre Templarios nella zona di Fuentes del Marqués.
- Museo del cavallo del vino. Installato nell'antico palazzo Muñoz Melgarejo del XVIII secolo, in Calle Gregorio Javier 21, attraverso le sue varie sale e audiovisivi, vengono divulgate le radici della celebrazione dei Cavalli del Vino, candidati a Patrimonio Immateriale dell'Umanità.

## Archeologia

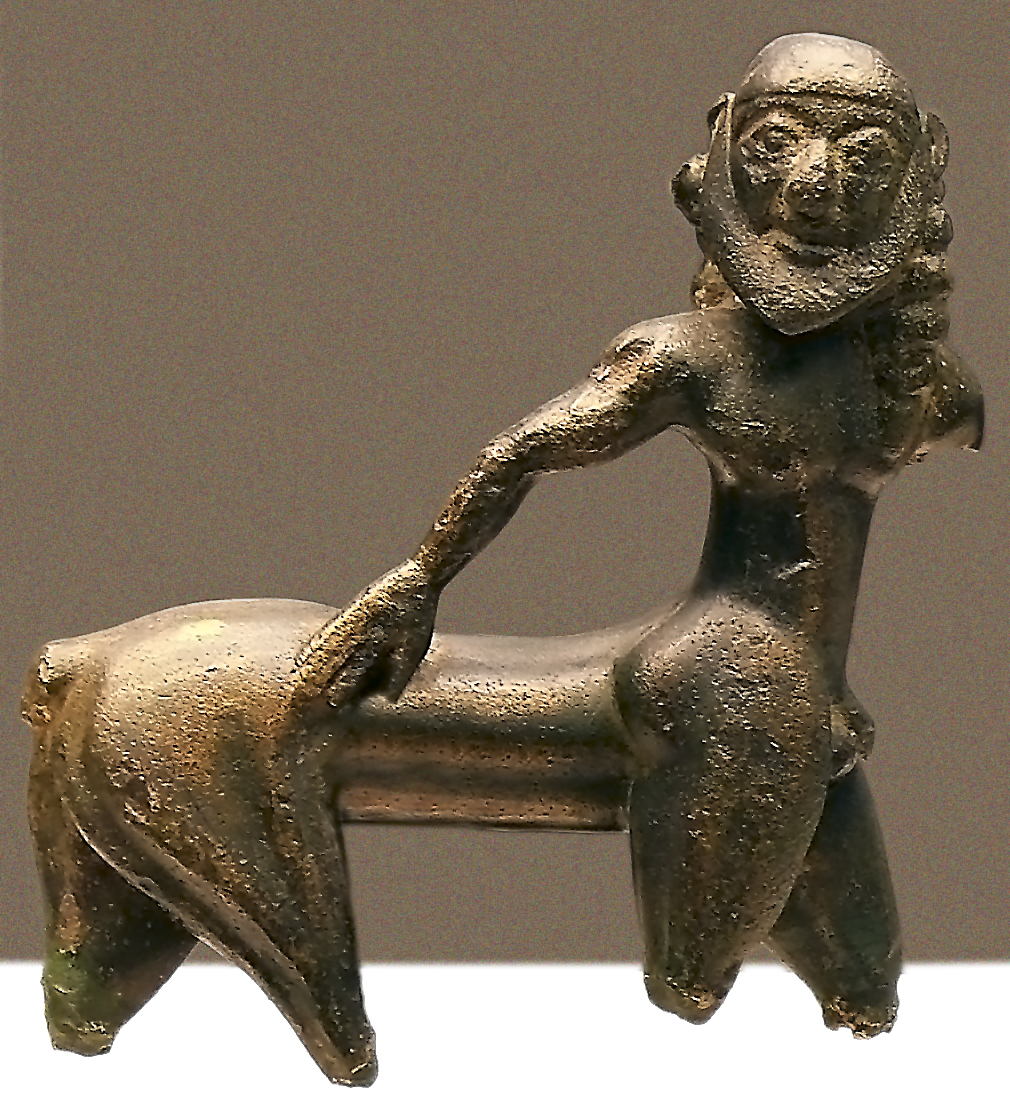
Centauro de los Rollos, Museo Archeologico Nazionale.

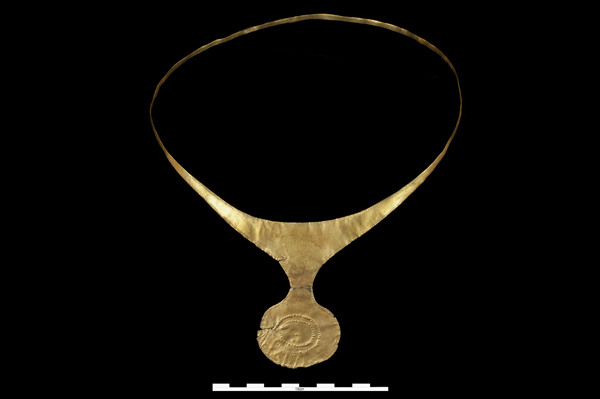
Diadema di Caravaca.

Numerosi siti archeologici sparsi nel comune di Caravaca de la Cruz ci danno un'idea del numero di insediamenti che dal Paleolitico al Medioevo si sono verificati in questo comune e dell'importanza che questa zona ha sempre avuto per la sua situazione e condizioni. Molti pezzi rinvenuti al loro interno possono essere visti nel Museo Archeologico Comunale di Caravaca, nel Museo Archeologico di Murcia o anche nel Museo Archeologico Nazionale, come è il caso del pregevole Centauro de Royos di origine greca e il Diadema de Caravaca del tempo agarico.
Tra i resti archeologici spiccano:
- Sito Archeologico "Camino del Molino". Consiste in una sepoltura calcolitica nel centro urbano formata da una cavità circolare dove sono stati rinvenuti 1500 scheletri, 50 cani e vari oggetti. È considerata la più grande sepoltura preistorica della penisola e una delle più grandi d'Europa. A 400 metri si trova l'insediamento calcolitico "Molinos de Papel", un habitat con capanne circolari, plinti in pietra e un gran numero di silos scavati.
- Stretto delle grotte o dell'Incarnazione. Si tratta di un insieme di siti di epoche molto diverse: la Grotta Nera (Paleolitico Medio) dove sono stati rinvenuti resti scheletrici dell'uomo pre-neandertaliano, resti di animali e numerosi utensili, che costituiscono un insieme unico di "Achelense-Levaloisomusteroide" ovvero il più antico in una classificazione simile in Europa; la Placica de Armas, cittadina del Bronzo Medio circondata da mura; Los Villares, città iberica con acropoli protetta da una cinta muraria con due torri, Los Villaricos, città murata ibero-romana, che secondo alcuni studi potrebbe corrispondere al municipio romano di Asso; il colle dell'Eremo, dove si trova il santuario romano tardo-repubblicano dell'Incarnazione, il più importante e meglio documentato del Mediterraneo occidentale, e che sorse su un tempio iberico; e la grotta del re moresco (musulmano).
- Castello romano di Cerro de las Fuentes (Archivel). Castello romano tardo-repubblicano del I secolo a.C. C., epoca in cui ebbe luogo la guerra civile tra Giulio Cesare e Pompeo Magno. La costruzione è dotata di un ottimo ed originale sistema difensivo con porta di accesso fiancheggiata da torri quadrate e premura con bastioni rettangolari di circa 11 m. di lunghezza. Le indicazioni della presenza umana su questa collina (con brevi intervalli di tempo di abbandono) vanno da un insediamento argarico del II millennio a.C. a quello islamico del IX secolo d.C.
- La Cabezuela (Barranda). Struttura militare romana tardo-repubblicana del I secolo a.C. destinato alla sorveglianza della vallata.
- Comune di Sierra de Gadea (El Hornico). Età del bronzo
- Le terme romane (El Empalme)
- La villa romana dell'Eremo (Singla). Insediamento rurale romano del II secolo d.C., sul quale fu poi istituita una necropoli (IV-VI d.C.)
- La Grotta della Diga
- Il castello di Poyos de Celda (Los Royos). Fortificazione islamica dell'XI secolo, in uso fino al XVI secolo.
- Le torri medievali della Represa, Girón, Jorquera, Mata in buone condizioni, e in condizioni peggiori Torrecica e Los Castillicos'
- Pozzo del Nevazo
- I ponti romani di Almudema e Piscalejo
- Molti altri siti come Morales, La Fuente, Cerros de la Cueva, Santa Inés, ecc.

## Eredità naturale

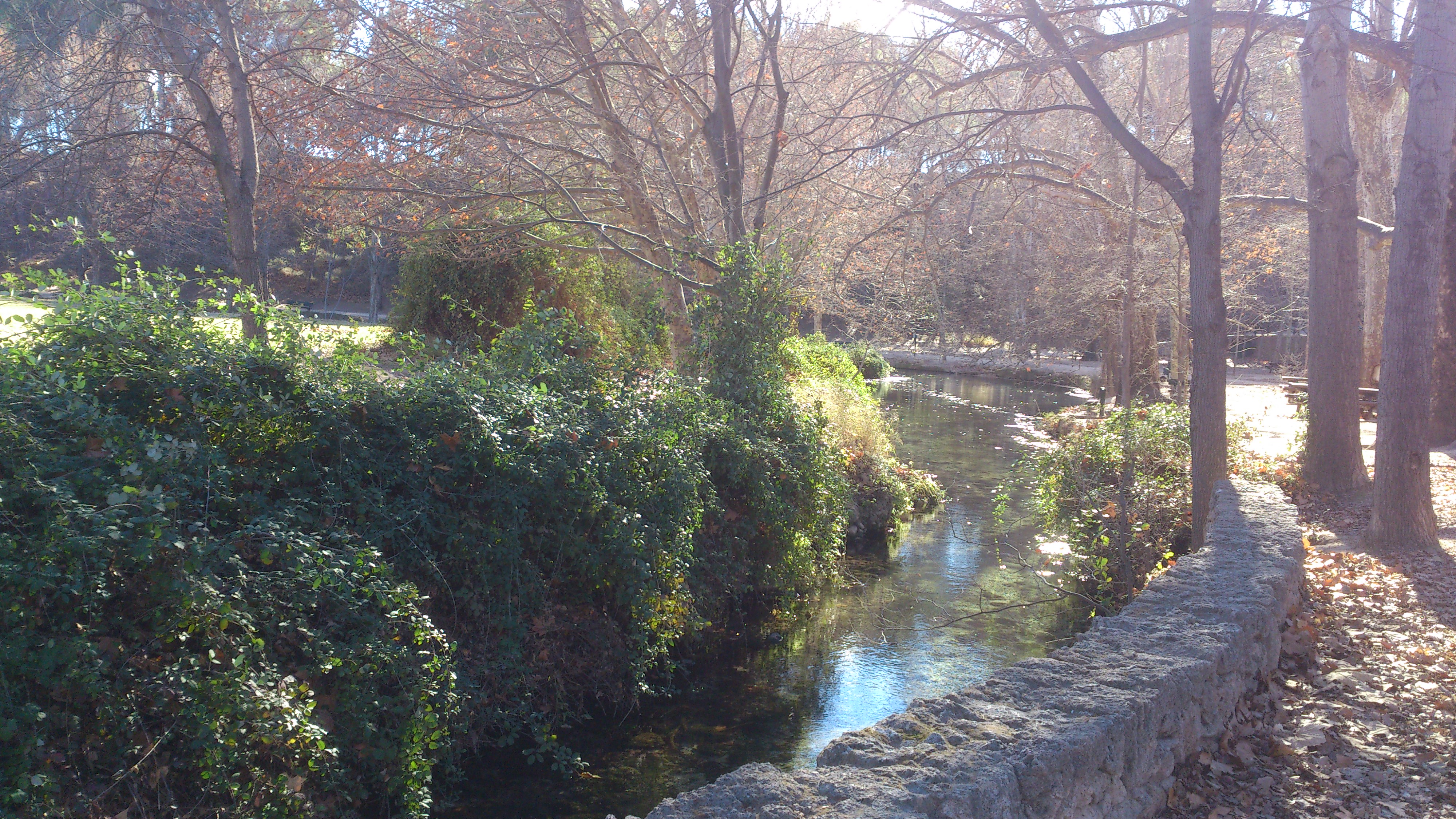
Fuentes del Marqués.

Le montagne occupano una zona molto considerevole del comune, inquadrata nella catena montuosa della Subbética, ma molto vicina alla Prebética. Possiamo citare come più notevole la Sierra de Mojantes (1.615 metri, altezza massima del termine municipale) che, nonostante la perdita di importanza generale della vita del bestiame, conserva ancora alcuni avvoltoi, motivo per cui è stata dichiarata ZEPA. Di rilievo anche la Sierra del Gavilán (nelle cui pendici si trova Caravaca) catalogata come SIC (Sito di Interesse Comunitario) dove si conservano ridotte di secolari querceti e luoghi notevoli come Nevazo (nei dintorni si trova la grotta della Barquilla), tra cui la vetta della Peña Rubia o dei Siete Peñones (habitat della Caralluma munbyana).
Da segnalare anche la Sierra de la Zarza, la Sierra de Melgoso (che si trova all'interno del SIC Casa Alta Salinas) e la Cuerda de la Serrata (dichiarata Zona di Conservazione Speciale).
La flora del comune è di tipo molto vario, trovando foreste di pino nero a Mojantes e Gavilán; Pino d'Aleppo nelle montagne che circondano il centro urbano e pino resinoso o nero nelle zone di alta montagna più umide. Troviamo inoltre lecci, lecci, farnia, aceri, lecci, ginepri e ginepri, oltre a vegetazione fluviale con pioppi, olmi, salici, ecc. Ai piedi di Mojantes troviamo le pianure di Tornajuelo e Aguzaderas, le principali aree cerealicole della Regione di Murcia.
Il territorio comunale è attraversato dalle valli dei fiumi Argos e Quípar, affluenti del fiume Segura, che sfocia nel Mar Mediterraneo. Nel corso del Quípar (protetto come SIC), mentre attraversa le pendici della Sierra de las Cabras si trova un altro luogo di interesse, come lo Stretto dell'Encarnación.
Las Fuentes del Marqués è uno scenario naturale di immensa bellezza il cui risalto risiede nelle numerose sorgenti di acque cristalline che costituiscono uno spazio unico alla periferia della città. Vi si trova il Torreón de los Templarios, un piccolo castello che nel Medioevo era un avamposto della difesa di Caravaca de la Cruz. Al suo interno è stato installato il Centro di Interpretazione della Natura, dove vengono mostrate le numerose specie di uccelli, pesci e piccoli mammiferi che popolano l'area. Ma soprattutto troverete le chiavi per accrescere il vostro rispetto e apprezzamento per questo ambiente e per impegnarvi personalmente nella sua conservazione. Verranno presentate informazioni, suggerimenti e sensazioni affinché ogni persona possa "interpretare" la realtà che la circonda per conoscere l'ambiente naturale e le specie naturali della regione, godendo delle loro bellezze e approfondendo la conoscenza della natura.
Accanto alle Fuentes del Marqués si trova la zona di El Copo, da qui iniziano i sentieri per le montagne di Caravaca, come la strada per il Nevazo o la Barquilla. Questo ambiente naturale ha un leccio con diversi lecci centenari, unico nella regione di Murcia.
Il Sentiero Naturale della Greenway nordoccidentale è un percorso per pedoni, ciclisti o cavalli, che segue l'antico percorso che il treno percorreva da Murcia a Caravaca. Molte delle vecchie stazioni sono state adattate come rifugi.

### Fauna
Per quanto riguarda la fauna, troviamo nell'ambiente forestale: falco, aquila minore, poiana, biancone, picchio reale, cicalatore, ghiandaia, stambecco, gatto selvatico, genetta, faina, scoiattolo, ghiro, lucertola ocellata, serpente triglia, vipera, rospo ostetrica, rospo corridore, ecc. In misura minore: l'allocco, il gufo comune, l'astore, il picchio rosso maggiore e i pappagalli.
Nelle aree di macchia: cinciallegra, cinciarella, colombaccio, tortora, merlo comune, chiurlo maggiore, cogujada, culbianco, carrasque e ricciola, zigolo montano, fanello e succiacapre. Mammiferi rappresentativi abbiamo: coniglio, lepre, riccio comune, tasso, volpe, faina e gatto selvatico. Rettili e anfibi: serpenti bastardi e scala, lucertola dalla coda lunga, codirosso spazzacamino e cenerentola, corridore e rospo comune.
In ambienti rupestri: codirosso spazzacamino, codirosso spazzacamino, culbianco, rockstar solitario e rosso, gheppio e gracchio corallino, rondone reale, gufo reale, aquila reale e falco comune, stambecco, gatto selvatico, martora e varie specie di chirotteri, gechi, ecc.
Nei boschetti fluviali e negli ambienti acquatici: germano reale, airone cenerino (in inverno), gallinella d'acqua, merlo acquatico, ballerina gialla, usignolo comune e bastardo, martin pescatore, mosca e strillozzo di palude. Tra i mammiferi la regina è la lontra comune, presente anche qui puzzola, topo d'acqua, talpa, scoiattolo, pipistrello di Natterer, ecc. Un classico dei rettili è la testuggine lebbrosa, così come la viperina e il serpente dal collare. Gli anfibi possiamo nominare lo zapillo rosso e la rana verde comune. Nel fiume Quipar, così come nelle Fuentes del Marqués, hanno un'unica specie di pesci autoctoni: il barbo comune.
Nella steppa dei cereali: troviamo otarda, ortega, chiurlo, montesina cogujada, calandria, allodola, terrera comune, civetta e culbianco, corvi e gazze nelle colline con leccio espartizal e degradato, possono esserci anche vertebrati come la carrasqueña e la silvia, la volpe, il topo di campagna, il rospo comune e corridore, la lucertola ocellata e la lucertola dalla coda lunga. A causa delle enormi possibilità di pascolo e delle grandi densità di bestiame in regime estensivo che la Steppa offre, questo è anche un mezzo essenziale per la sopravvivenza dei grifoni.
Nelle zone di frutticoltura: troviamo audon comune, pavese soteño, cardellino, verdone, verdone, balia grigia, zanzariera comune (inverno), tordo bottaccio (inverno), ecc. Nei terreni irrigui in bianco (erba medica, ortaggi, ecc.) possiamo trovare: upupa, ballerina gialla, merlo, quaglia, pettirosso, arvicola, riccio, fuoco di Sant'Antonio, rospo comune, ecc. Nelle colture secche, vivono e si nutrono; gruccione, totovía, pernice, cogujada comune, culbianco, grano selvatico, coniglio, serpente bastardo e altri.
In ambiente antropico: codirosso spazzacamino, culbianco o geco, upupa, platano comune, rondone, gheppio, storno nero e comune (inverno), rondine, passero domestico e strillo, gufo, barbagianni, pipistrello, topo domestico, donnola, ecc.

## Sport
- La sede della pallavolo locale è la Club Voleibol Caravaca.

## Società

### Evoluzione demografica

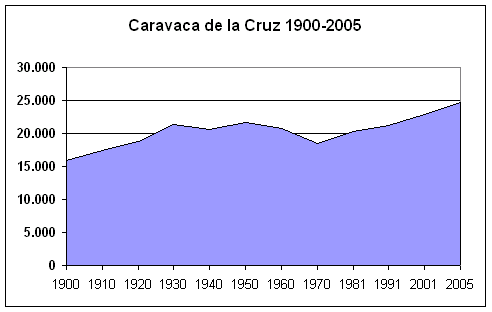
Demografia 1900-2005

Caravaca ha subito un calo demografico meno pronunciato rispetto al resto della regione durante la fase dell'esodo rurale, tra il 1950 e il 1970 (-15% nel periodo).
A partire dagli anni '70 è iniziata una ripresa, avendo superato di gran lunga il picco demografico della metà del secolo (+ 13% tra il 1996 e il 2005). I fattori che lo spiegano sono l'immigrazione economica, il turismo residenziale, il miglioramento delle comunicazioni dopo la costruzione dell'autostrada RM-15 e lo sviluppo turistico, principalmente legati all'immagine di Caravaca come Città Santa.

### Distretti
I distretti più importanti dell'esteso municipio di Caravaca de la Cruz sono: Archivel, Barranda, Navares e Singla. Altri quartieri sono La Almudema, La Encarnación, Pinilla, Caneja, Benablón, Los Prados, El Moralejo, Los Royos, El Moral, El Hornico.

## Tempo libero
Caravaca de la Cruz ha il Teatro Thuiller, costruito nel 1843 sull'antico "Patio de Comedias". Tra le diverse destinazioni d'uso del teatro Thuillier dall'inizio del XX secolo, va segnalato che nel 1901 ha assistito per la prima volta all'irruzione del cinematografo. Anche altre manifestazioni di carattere artistico come la Musica portarono uomini come il maestro Serrano o Narciso Yepes, cantanti come Antonia Martínez 'La Salerito' di Caracas. E negli anni Quaranta sarebbero arrivati, tra gli altri, Antonio Machín e Bertini. Alla riapertura nel 1986 fu rappresentata 'La Montería', eseguita dalla compagnia Emilio Thuiller. Nel 2006, dopo essere rimasto chiuso per diversi mesi, è stata completata l'ultima ristrutturazione dell'edificio, riaprendo al pubblico nell'aprile dello stesso anno con l'opera El Hombre de Central Park di Carlos Larrañaga.
Insieme a questo Teatro, la Casa della Cultura e il centro culturale costruito nella Chiesa di La Compañía de Jesús sono i luoghi in cui si concentra l'attività culturale, cinematografica e artistica della città.
Uno degli eventi culturali più consolidati è la Settimana del Teatro di Caravaca de la Cruz, giunta nel 2010 alla sua trentesima edizione. Attualmente si tiene alla fine di luglio di ogni anno nella Plaza de Toros e nel teatro locale.
Allo stesso modo, Caravaca de la Cruz è stata la scena di MTV Murcia Night 2010 il 10 luglio 2010 con esibizioni di Mika, Pignoise e altri gruppi regionali come Hercules & Love affair, Leadings e DJ Amable. Più di 30 000 persone hanno partecipato gratuitamente, la serata ha avuto una dimensione globale attraverso lo spazio televisivo MTV World Stage che ha trasmesso il concerto in più di 120 paesi.

## Gastronomia
La cucina di Caravaca è molto varia e simile a tutta la regione naturale che la circonda, da Santiago de la Espada (Jaén), Nerpio (Albacete), Topares (Almería), La Puebla de Don Fadrique (Granada), e nella provincia di Murcia, città come Avilés e Coy nel comune di Lorca, Moratalla, Cehegín e Bullas. I piatti e il modo in cui vengono cucinati trovano molte somiglianze. Questi elementi comuni hanno portato a preparare allo stesso modo cibi come le briciole di farina, chiamate migas ruleas a Caravaca. Comuni sono i numerosi tipi di stufati, stracci, gurullos, arrosti di agnello, salsicce della macellazione, ecc.
In particolare a Caravaca de la Cruz sono tipiche la tartera (agnello arrosto al forno, con patate, cipolla e pinoli), il ciottolo (forse il piatto caravaca più tipico a base di riso, fagioli bianchi e baccalà) o il riso con coniglio e lumache tipiche di Murcia. Tipico è anche il riso al pollo di campagna, la pentola della morte alla marrana (con fagioli, patate, ceci, rape, sanguinacci, orecchio, lisca e coda), gli stracci (anche molto tipici, si fanno a fuoco lento con farina, acqua , olio, sanguinaccio, aglio, paprika e zafferano), ajopatata (con patate, aglio, peperoncino secco, sale e olio d'oliva), numerosi stufati (i più tipici sono gli spinaci, il sedano, la zingara, il riso, ecc.) e le migas (il piatto più conosciuto a Caravaca e in tutta questa zona preparato con farina, acqua e olio d'oliva).
La salsiccia è tipica, soprattutto il ripieno o raccolto, testa avvolta, salsiccia, prezzemolo ecc.
I dolci tradizionali sono i tuorli di Caravaca, uno squisito snack a base di tuorli d'uovo freschi e zucchero, questo impasto viene cotto, una volta freddo viene suddiviso in piccole palline, che vengono immerse nel caramello o nel cioccolato. L'alfajor, dolce di origine araba, a base di miele, mandorle, nocciole e ostie. I trovatori, farina, zucchero e uova. Marzapane Caravaca, con tuorlo d'uovo, zucchero e mandorle. Senza dimenticare gli hornazos pasquali.

## Feste

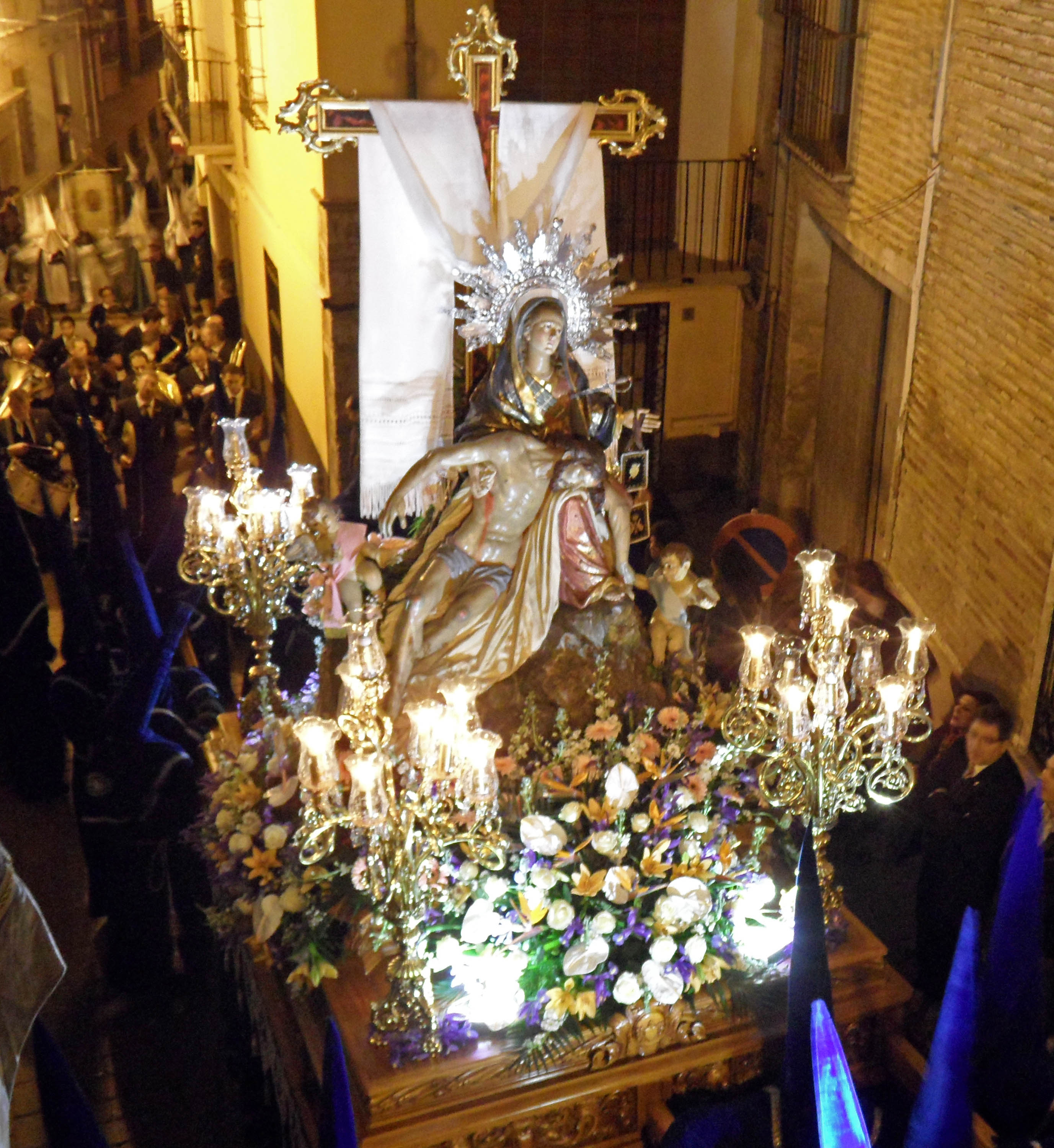
Settimana Santa.

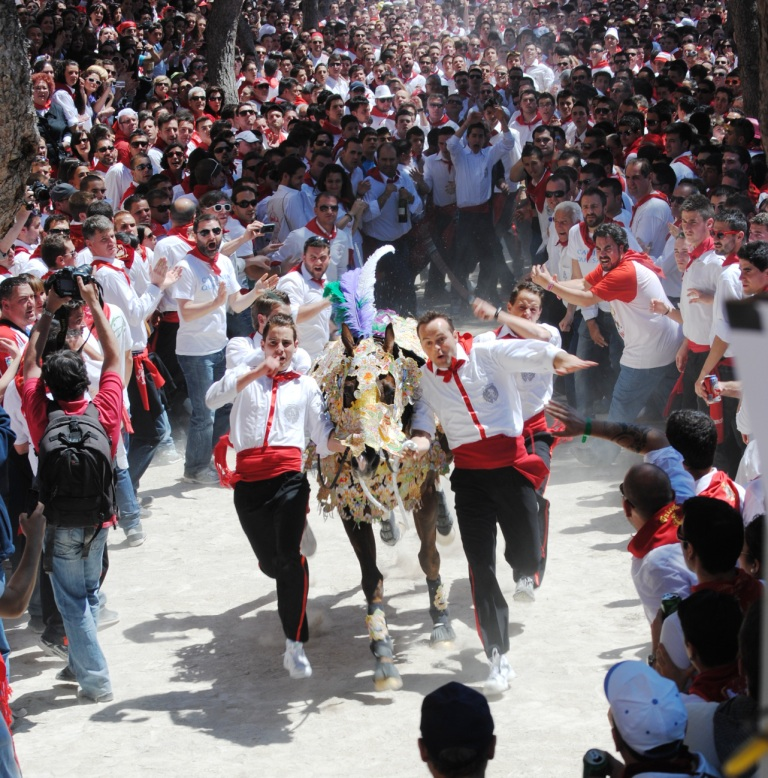
Caballos del vino.

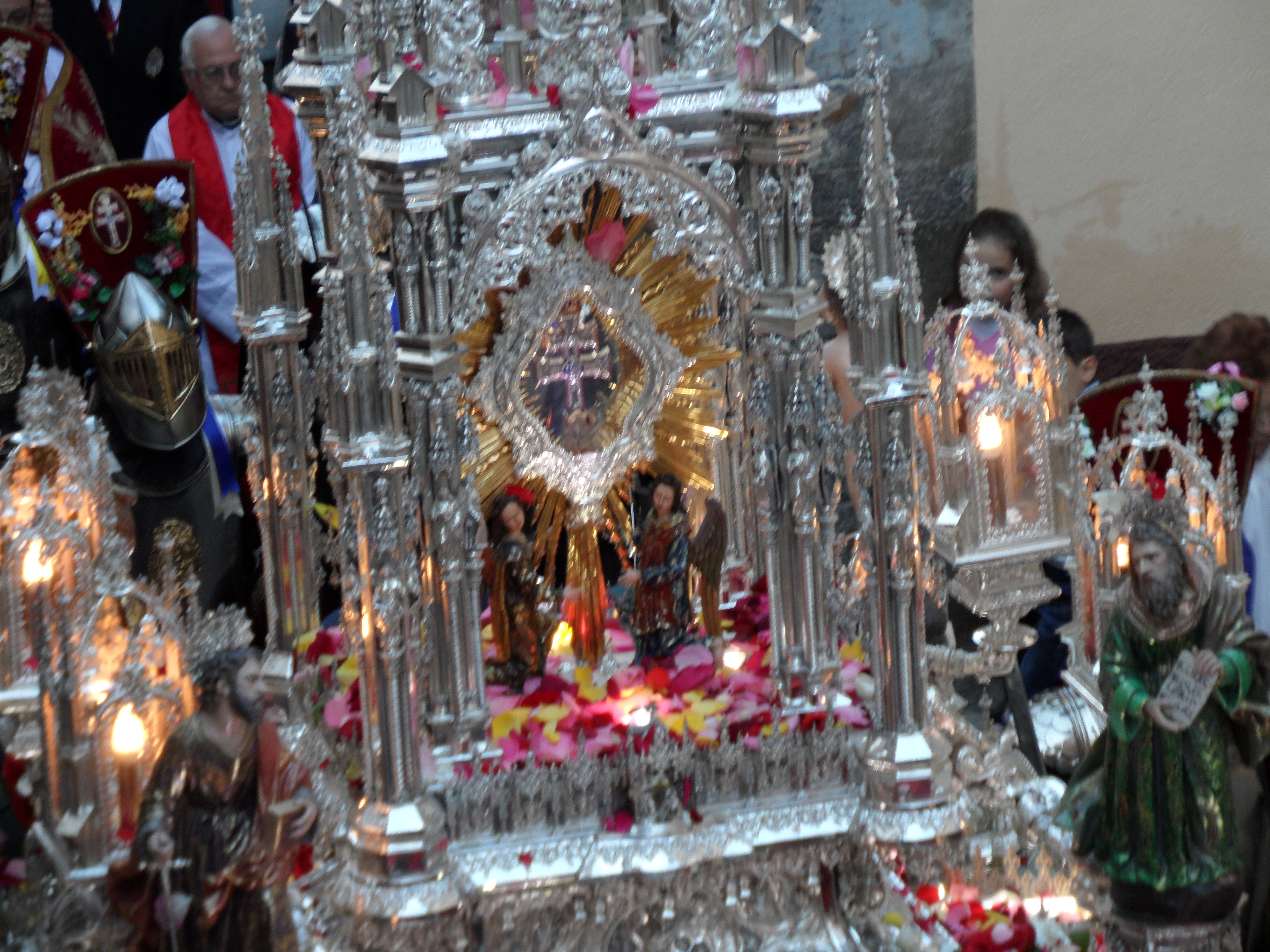
Croce di Caravaca.

- Feste della Stma. e Vera Cruz de Caravaca. Dichiarati di Interesse Turistico Internazionale, si festeggiano ufficialmente dal 1º al 5 maggio (dato che lì inizia il pre-festa nel mese di marzo). In questi giorni la Santa Croce è accompagnata dal Vino Cavalli e Mori e Cristiani
- Festa delle Cuadrillas. Si celebrano nel quartiere Caravacan di Barranda. Ogni ultima domenica di gennaio, a Barranda viene promosso un nuovo schema di festival tradizionale, in cui viene spezzato il binomio attore-spettatore per una maggiore partecipazione del pubblico presente. In questo modo, i musicisti e i ballerini eseguono i loro pezzi "ai piedi della strada", tra la gente, coinvolgendo tutto il pubblico presente che lo desidera. Ognuno è libero di "fare un ballo" con i musicisti tradizionali provenienti da diverse parti della geografia spagnola, e anche di accompagnarli, diventando così parte attiva della festa. Dichiarato di Interesse Turistico Nazionale. Va detto che questo partito sta risentendo molto dei tagli e che è esposto alla sua scomparsa.
- Settimana Santa: Caravaca de la Cruz celebra la sua Settimana Santa eseguendo vari atti religiosi che commemorano la Passione, Morte e Resurrezione di Cristo. In queste date, il patrimonio immaginario delle chiese della città scende in piazza nelle numerose processioni che vengono organizzate dalle diverse Confraternite Caravache durante i giorni del Venerdì Dolores, Domenica delle Palme, Martedì Santo, Mercoledì Santo, Giovedì Santo e Venerdì Santo.
- Esaltazione della Santísima e Vera Cruz. Sono feste di marcato carattere religioso. Si festeggia il 14 settembre in onore della patrona di Caravaca, la Stma. e Vera Cruz, organizzando durante quella settimana vari eventi nella Basilica-Santuario, il Solenne Quinario.
- Festa dei Santi Innocenti (dicembre). Festa antica e tradizionale, vecchia più di 300 anni, dove viene investito un Sindaco degli Innocenti, che quel giorno detiene l'autorità, e che, assistito da un corteo di ufficiali giudiziari e chierichetti, infligge multe per qualsiasi motivo comico ai passanti. Chi non paga si trova di fronte ai demoni che, muniti di strumenti stridenti (campanacci, sonagli e corni), non smettono di dargli il sonaglio finché non paga. Nel pomeriggio avviene il rogo di Erode. Il ricavato va in beneficenza precedentemente annunciato.La festa è allietata da dulzainas e tamburi.
- Fiera di ottobre (ottobre). Trae origine dall'antica fiera del bestiame che si tenne fino agli anni 50. Oggi viene celebrata in modo diverso, la Gran Vía ospita una grande esposizione di macchine agricole, auto nuove e usate, ecc., nonché concerti, conferenze e una fiera del divertimento.
- Sfilata di carnevale. Il martedì prima del mercoledì delle ceneri, si celebra la notte del Reventón, dove è tradizione avere torte fritte e cioccolata calda per digiunare durante la quaresima, il sabato precedente si celebra una simpatica sfilata di carnevale.
- Mercato medievale. Durante il ponte di inizio dicembre per la festa dell'Immacolata e della Costituzione, Caravaca trasforma le sue strade in una città medievale ricca di negozi e spettacoli che attirano migliaia di visitatori.